# ロイヤルホテル (映画)
『ロイヤルホテル』（原題：The Royal Hotel）は、2023年制作のオーストラリアのスリラー映画。
女性バックパッカー2人がオーストラリアのパブで働く中でハラスメントを受ける様子を記録した2016年のドキュメンタリー映画「Hotel Coolgardie」に着想を得て製作されたスリラー映画。

## あらすじ
アメリカからオーストラリアに旅行にやってきたハンナと親友リブはお金に困ったことから、荒野に建つ古びたパブ「ロイヤルホテル」に住み込みでバーテンダーとして働くことになる。
しかしそこで2人は、飲んだくれの店長や粗野な客たちからパワハラやセクハラ、女性差別に遭う。

## キャスト
- ハンナ：ジュリア・ガーナー
- リブ：ジェシカ・ヘンウィック
- ヒューゴ・ウィーヴィング
- トビー・ウォレス
- ハーバート・ノードラム